# ماریا مارگارتای ساکسونی
ماریا مارگارتای ساکسونی (انگلیسی: Maria Margaretha of Saxony) شاهزادهٔ لهستانی از خاندان ویتین بود.